# Selección femenina de rugby 7 de los Países Bajos
La selección femenina de rugby 7 de los Países Bajos participó en la Women's Sevens Challenge Cup 2011-12 en Hong Kong y perdió ante España en las semifinales del Plate y terminó octavo en la general. En octubre de 2012, el International Rugby Board anunció a los Países Bajos como uno de los seis "equipos centrales" que competirán en las cuatro rondas de la Serie Mundial Femenina de Rugby 7 2012-13. El equipo terminó séptimo en la clasificación. En 2013-14 compitieron en tres torneos, con un mejor resultado del octavo lugar en São Paulo. En 2014-15, los Países Bajos no fueron invitados a ningún torneo, aparte del evento de Ámsterdam, donde terminaron 11º.

## Participaciones
| Año   | Resultado        | Pos.         | PJ           | G            | E            | P            |
| ----- | ---------------- | ------------ | ------------ | ------------ | ------------ | ------------ |
| 2009  | Cuartos de final | 13°          | 4            | 1            | 3            | 0            |
| 2013  | Finalistas       | 10°          | 6            | 3            | 3            | 0            |
| 2018  | No clasificó     | No clasificó | No clasificó | No clasificó | No clasificó | No clasificó |
| Total | 0 Títulos        | 2/3          | 10           | 4            | 6            | 0            |